# Championnat de Russie de football de troisième division 2002
Navigation
Édition précédente Édition suivante
La saison 2002 de Vtoroï Divizion est la onzième édition de la troisième division russe. Elle prend place du 27 mars au 17 novembre 2002.
Cent-neuf clubs du pays sont divisés en six zones géographiques (Centre, Est, Ouest, Oural, Povoljié, Sud) contenant entre seize et vingt-et-une équipes chacune, où ils s'affrontent deux fois, à domicile et à l'extérieur. En fin de saison, un nombre variable d'équipes dans chaque zone est relégué en quatrième division, tandis que le vainqueur de chaque zone est directement promu en deuxième division.

## Compétition

### Règlement
Le classement est établi sur le barème de points suivant : trois points pour une victoire, un pour un match nul et aucun pour une défaite. Pour départager les équipes à égalité de points, les critères suivants sont utilisés :
1. Nombre de matchs gagnés
2. Confrontations directes (points, matchs gagnés, différence de buts, buts marqués, buts marqués à l'extérieur)
3. Différence de buts générale
4. Buts marqués (général)
5. Buts marqués à l'extérieur (général)

### Zone Centre

#### Participants
Légende des couleurs
- Promu de quatrième division

| Club                              | D3 depuis | Classement 2001 |
| --------------------------------- | --------- | --------------- |
| Metallourg Lipetsk                | 2001      | 1               |
| Saliout-Energia Belgorod          | 2001      | 2               |
| Dinamo Briansk                    | 1998      | 3               |
| Vitiaz Podolsk                    | 2001      | 4               |
| FK Orel                           | 1997      | 5               |
| Spartak Tambov                    | 1997      | 6               |
| Lokomotiv Kalouga                 | 1998      | 7               |
| Avangard Koursk                   | 1996      | 8               |
| Spartak-Orekhovo Orekhovo-Zouïevo | 2000      | 9               |
| Spartak Loukhovitsy               | 1998      | 10              |
| Riazan-Agrokomplekt               | 2000      | 11              |
| Kosmos Elektrostal                | 1998      | 12              |
| Titan Reoutov                     | 1998      | 13              |
| FK Ielets                         | 2000      | 15              |
| Arsenal-2 Toula                   | 1998      | 16              |
| Fabous Bronnitsy                  | 1998      | 17              |
| Lokomotiv Liski                   | 1996      | 18              |
| FK Kolomna                        | 1998      | 19              |
| Don Novomoskovsk                  | 1996      | 20              |
| Mostransgaz Gazoprovod            | 2002      | 1 (D4, Moscou)  |

#### Classement
| Rang | Équipe                            | Pts | J  | G  | N  | P  | Bp | Bc | Diff |
| ---- | --------------------------------- | --- | -- | -- | -- | -- | -- | -- | ---- |
| 1    | Metallourg Lipetsk                | 92  | 38 | 29 | 5  | 4  | 74 | 18 | +56  |
| 2    | Vitiaz Podolsk                    | 82  | 38 | 25 | 7  | 6  | 69 | 29 | +40  |
| 3    | Saliout-Energia Belgorod          | 73  | 38 | 22 | 7  | 9  | 73 | 32 | +41  |
| 4    | Dinamo Briansk                    | 72  | 38 | 21 | 9  | 8  | 50 | 28 | +22  |
| 5    | FK Orel                           | 71  | 38 | 21 | 8  | 9  | 41 | 28 | +13  |
| 6    | Spartak Tambov                    | 57  | 38 | 17 | 6  | 15 | 53 | 51 | +2   |
| 7    | Riazan-Agrokomplekt               | 53  | 38 | 14 | 11 | 13 | 42 | 34 | +8   |
| 8    | Don Novomoskovsk                  | 53  | 38 | 14 | 11 | 13 | 42 | 36 | +6   |
| 9    | FK Ielets                         | 53  | 38 | 14 | 11 | 13 | 46 | 46 | 0    |
| 10   | Spartak Loukhovitsy               | 53  | 38 | 14 | 11 | 13 | 31 | 36 | -5   |
| 11   | Kosmos Elektrostal                | 49  | 38 | 12 | 13 | 13 | 33 | 34 | -1   |
| 12   | Lokomotiv Kalouga                 | 47  | 38 | 11 | 14 | 13 | 41 | 50 | -9   |
| 13   | Titan Reoutov                     | 46  | 38 | 13 | 7  | 18 | 47 | 57 | -10  |
| 14   | Mostransgaz Gazoprovod P          | 43  | 38 | 12 | 7  | 19 | 35 | 43 | -8   |
| 15   | Avangard Koursk                   | 41  | 38 | 11 | 8  | 19 | 40 | 55 | -15  |
| 16   | Arsenal-2 Toula                   | 40  | 38 | 10 | 10 | 18 | 34 | 52 | -18  |
| 17   | Spartak-Orekhovo Orekhovo-Zouïevo | 40  | 38 | 9  | 13 | 16 | 24 | 35 | -11  |
| 18   | FK Kolomna                        | 36  | 38 | 10 | 6  | 22 | 35 | 51 | -16  |
| 19   | Fabous Bronnitsy                  | 30  | 38 | 5  | 15 | 18 | 25 | 46 | -21  |
| 20   | Lokomotiv Liski                   | 17  | 38 | 4  | 5  | 29 | 22 | 75 | -53  |

Promotion en deuxième division
- 1er : promotion

Relégation en quatrième division
- 18e à 20e : relégation

- 14e : rétrogradation

1. ↑  Le Mostransgaz Gazoprovod se retire de la compétition à l'issue de la saison.

### Zone Est

#### Participants
Légende des couleurs
- Promu de quatrième division

| Club                             | D3 depuis | Classement 2001        |
| -------------------------------- | --------- | ---------------------- |
| Metallourg-Zapsib Novokouznetsk  | 1994      | 2                      |
| FK Tioumen                       | 2000      | 3                      |
| Kouzbass-Dinamo Kemerovo         | 1994      | 4                      |
| Tchkalovets-1936 Novossibirsk    | 2001      | 5                      |
| Irtych Omsk                      | 1999      | 6                      |
| Sibiriak Bratsk                  | 1998      | 7                      |
| Luch Vladivostok                 | 1998      | 8                      |
| Okean Nakhodka                   | 1997      | 9                      |
| Dinamo Barnaoul                  | 1994      | 10                     |
| Tchkalovets-Olimpik Novossibirsk | 2000      | 11                     |
| Selenga Oulan-Oude               | 1994      | 12                     |
| Amour Blagovechtchensk           | 1993      | 13                     |
| Zvezda Irkoutsk                  | 1997      | 14                     |
| Chakhtior Prokopievsk            | 2001      | 15                     |
| Torpedo-Alttrak Roubtsovsk       | 2002      | 1 (D4, Sibérie)        |
| Smena Komsomolsk-sur-l'Amour     | 2002      | 5 (D4, Extrême-Orient) |

#### Classement
| Rang | Équipe                           | Pts  | J  | G  | N | P  | Bp | Bc | Diff |
| ---- | -------------------------------- | ---- | -- | -- | - | -- | -- | -- | ---- |
| 1    | Metallourg-Zapsib Novokouznetsk  | 74   | 30 | 23 | 5 | 2  | 78 | 24 | +54  |
| 2    | Tchkalovets-1936 Novossibirsk    | 63   | 30 | 19 | 6 | 5  | 61 | 28 | +33  |
| 3    | FK Tioumen                       | 58   | 30 | 17 | 7 | 6  | 64 | 34 | +30  |
| 4    | Dinamo Barnaoul                  | 56   | 30 | 16 | 8 | 6  | 46 | 27 | +19  |
| 5    | Irtych Omsk                      | 55   | 30 | 16 | 7 | 7  | 51 | 28 | +23  |
| 6    | Luch Vladivostok                 | 51   | 30 | 15 | 6 | 9  | 51 | 34 | +17  |
| 7    | Amour Blagovechtchensk           | 50   | 30 | 15 | 5 | 10 | 46 | 37 | +9   |
| 8    | Kouzbass-Dinamo Kemerovo         | 50   | 30 | 14 | 8 | 8  | 43 | 30 | +13  |
| 9    | Zvezda Irkoutsk                  | 48   | 30 | 14 | 6 | 10 | 35 | 30 | +5   |
| 10   | Smena Komsomolsk-sur-l'Amour P   | 38   | 30 | 11 | 5 | 14 | 37 | 37 | 0    |
| 11   | Okean Nakhodka                   | 38   | 30 | 10 | 8 | 12 | 28 | 26 | +2   |
| 12   | Chakhtior Prokopievsk            | 26   | 30 | 8  | 2 | 20 | 38 | 62 | -24  |
| 13   | Sibiriak Bratsk                  | 26   | 30 | 7  | 5 | 18 | 32 | 54 | -22  |
| 14   | Tchkalovets-Olimpik Novossibirsk | 21   | 30 | 5  | 6 | 19 | 18 | 60 | -42  |
| 15   | Torpedo-Alttrak Roubtsovsk P     | 17   | 30 | 5  | 2 | 23 | 27 | 78 | -51  |
| 16   | Selenga Oulan-Oude               | -1-6 | 30 | 1  | 2 | 27 | 8  | 74 | -66  |

Promotion en deuxième division
- 1er : promotion

Relégation en quatrième division
- 13e : relégation

- 10e : rétrogradation

Abréviations
- P : Promu de quatrième division.

1. 1 2 3  Le FK Tioumen, le Kouzbass-Dinamo Kemerovo et le Torpedo-Alttrak Roubtsovsk se retirent de la compétition à l'issue de la saison.
2. ↑  Le Selenga Oulan-Oude se voit retirer six points pour le non-paiement de l'indemnité de transfert d'un joueur.

### Zone Ouest

#### Participants
Légende des couleurs
- Relégué de deuxième division
- Promu de quatrième division

| Club                             | D3 depuis | Classement 2001     |
| -------------------------------- | --------- | ------------------- |
| Arsenal Toula                    | 2002      | 16 (D2)             |
| Baltika Kaliningrad              | 2002      | 17 (D2)             |
| Pskov-2000                       | 2000      | 2                   |
| Volotchanine-89 Vychni Volotchek | 1998      | 3                   |
| Mosenergo Moscou                 | 1998      | 4                   |
| Dinamo Vologda                   | 1994      | 5                   |
| Severstal Tcherepovets           | 2000      | 6                   |
| Svetogorets Svetogorsk           | 2001      | 7                   |
| Zénith-2 Saint-Pétersbourg       | 1998      | 8                   |
| Spartak Chtchiolkovo             | 1995      | 9                   |
| Neftianik Iaroslavl              | 1998      | 10                  |
| Ouralan Plious Moscou            | 2000      | 11                  |
| Spartak-Telekom Chouïa           | 1998      | 12                  |
| Torpedo Vladimir                 | 2001      | 13                  |
| Spartak Kostroma                 | 1998      | 14                  |
| FK Krasnoznamensk                | 2000      | 14 (Centre)         |
| Sportakademklub Moscou           | 1998      | 15                  |
| Avtomobilist Noguinsk            | 1997      | 16                  |
| FK Rybinsk                       | 2001      | 17                  |
| BSK Spirovo                      | 2002      | 1 (D4, Anneau d'or) |

#### Classement
| Rang | Équipe                           | Pts   | J  | G  | N  | P  | Bp  | Bc  | Diff |
| ---- | -------------------------------- | ----- | -- | -- | -- | -- | --- | --- | ---- |
| 1    | Baltika Kaliningrad R            | 108   | 38 | 35 | 3  | 0  | 109 | 20  | +89  |
| 2    | Arsenal Toula R                  | 77    | 38 | 23 | 8  | 7  | 66  | 29  | +37  |
| 3    | Ouralan Plious Moscou            | 74    | 38 | 22 | 8  | 8  | 67  | 39  | +28  |
| 4    | Svetogorets Svetogorsk           | 67    | 38 | 19 | 10 | 9  | 71  | 54  | +17  |
| 5    | Pskov-2000                       | 65    | 38 | 19 | 8  | 11 | 61  | 52  | +9   |
| 6    | Serverstal Tcherepovets          | 65    | 38 | 18 | 11 | 9  | 57  | 46  | +11  |
| 7    | BSK Spirovo P                    | 64    | 38 | 17 | 13 | 8  | 55  | 36  | +19  |
| 8    | FK Krasnoznamensk                | 59    | 38 | 18 | 5  | 15 | 59  | 50  | +9   |
| 9    | Spartak-Telekom Chouïa           | 57    | 38 | 16 | 9  | 13 | 48  | 42  | +6   |
| 10   | Spartak Chtchiolkovo             | 55    | 38 | 16 | 7  | 15 | 58  | 53  | +5   |
| 11   | Mosenergo Moscou                 | 55    | 38 | 14 | 13 | 11 | 42  | 37  | +5   |
| 12   | Volotchanine-89 Vychni Volotchek | 55    | 38 | 13 | 16 | 9  | 52  | 48  | +4   |
| 13   | Sportakademklub Moscou           | 47    | 38 | 14 | 5  | 19 | 54  | 55  | -1   |
| 14   | Dinamo Vologda                   | 41    | 38 | 10 | 11 | 17 | 40  | 47  | -7   |
| 15   | Zénith-2 Saint-Pétersbourg       | 37    | 38 | 9  | 10 | 19 | 34  | 49  | -15  |
| 16   | Torpedo Vladimir                 | 33    | 38 | 8  | 9  | 21 | 40  | 68  | -28  |
| 17   | Spartak Kostroma                 | 29    | 38 | 8  | 5  | 25 | 24  | 67  | -43  |
| 18   | Neftianik Iaroslavl              | 24    | 38 | 7  | 3  | 28 | 26  | 101 | -75  |
| 19   | Avtomobilist Noguinsk            | 24    | 38 | 6  | 6  | 26 | 34  | 63  | -29  |
| 20   | FK Rybinsk                       | 10-12 | 38 | 6  | 4  | 28 | 32  | 72  | -40  |

Promotion en deuxième division
- 1er : promotion

Relégation en quatrième division
- 18e à 20e : relégation

- 8e : rétrogradation

Abréviations
- P : Promu de quatrième division
- R : Relégué de deuxième division

1. ↑  Le FK Krasnoznamensk se retire de la compétition à l'issue de la saison.
2. ↑  Le FK Rybinsk se voit retirer douze points pour la non-paiement des indemnités de transfert pour deux joueurs (six points par joueur).

### Zone Oural

#### Participants
Légende des couleurs
- Promu de quatrième division

| Club                             | D3 depuis | Classement 2001                   |
| -------------------------------- | --------- | --------------------------------- |
| Ouralmach Iekaterinbourg         | 1998      | 1                                 |
| Sodovik Sterlitamak              | 1997      | 2                                 |
| Kamaz Naberejnye Tchelny         | 1999      | 3                                 |
| Nosta Novotroïtsk                | 2001      | 4                                 |
| Alnas Almetievsk                 | 2001      | 5                                 |
| Gazovik Orenbourg                | 1998      | 6                                 |
| Zénith Tcheliabinsk              | 1998      | 7                                 |
| Metallourg-Metiznik Magnitogorsk | 1998      | 8                                 |
| Dinamo-Machinostroïtel Kirov     | 1999      | 9                                 |
| Ouralets Nijni Taguil            | 1998      | 11                                |
| Dinamo Perm                      | 1998      | 12                                |
| Dinamo Ijevsk                    | 1995      | 14                                |
| Energia Tchaïkovski              | 1996      | 15                                |
| Loukoïl Tcheliabinsk             | 2002      | 1 (D4, Oural-Sibérie occidentale) |
| Stroïtel Oufa                    | 2002      | 2 (D4, Oural-Sibérie occidentale) |

#### Classement
| Rang | Équipe                           | Pts | J  | G  | N | P  | Bp | Bc | Diff |
| ---- | -------------------------------- | --- | -- | -- | - | -- | -- | -- | ---- |
| 1    | Ouralmach Iekaterinbourg         | 71  | 28 | 22 | 5 | 1  | 55 | 11 | +44  |
| 2    | Sodovik Sterlitamak              | 68  | 28 | 22 | 2 | 4  | 59 | 12 | +47  |
| 3    | Loukoïl Tcheliabinsk P           | 68  | 28 | 22 | 2 | 4  | 58 | 17 | +41  |
| 4    | Gazovik Orenbourg                | 55  | 28 | 17 | 4 | 7  | 40 | 19 | +21  |
| 5    | Stroïtel Oufa P                  | 54  | 28 | 17 | 3 | 8  | 51 | 30 | +21  |
| 6    | Kamaz Naberejnye Tchelny         | 51  | 28 | 15 | 6 | 7  | 41 | 24 | +17  |
| 7    | Zénith Tcheliabinsk              | 49  | 28 | 16 | 1 | 11 | 31 | 26 | +5   |
| 8    | Dinamo-Machinostroïtel Kirov     | 35  | 28 | 11 | 2 | 15 | 40 | 35 | +5   |
| 9    | Alnas Almetievsk                 | 35  | 28 | 10 | 5 | 13 | 36 | 49 | -13  |
| 10   | Ouralets Nijni Taguil            | 31  | 28 | 9  | 4 | 15 | 28 | 50 | -22  |
| 11   | Nosta Novotroïtsk                | 22  | 28 | 6  | 4 | 18 | 23 | 46 | -23  |
| 12   | Metallourg-Metiznik Magnitogorsk | 22  | 28 | 6  | 4 | 18 | 25 | 42 | -17  |
| 13   | Dinamo Ijevsk                    | 19  | 28 | 5  | 4 | 19 | 17 | 49 | -32  |
| 14   | Energia Tchaïkovski              | 15  | 28 | 4  | 3 | 21 | 19 | 64 | -45  |
| 15   | Dinamo Perm                      | 10  | 28 | 3  | 1 | 24 | 16 | 65 | -49  |

Promotion en deuxième division
- 1er : promotion

Relégation en quatrième division
- 14e et 15e : relégation

Abréviations
- P : Promu de quatrième division

### Zone Povoljié

#### Participants
Légende des couleurs
- Promu de quatrième division

| Club                       | D3 depuis | Classement 2001  |
| -------------------------- | --------- | ---------------- |
| Svetotekhnika Saransk      | 1994      | 1                |
| Volga Oulianovsk           | 1997      | 2                |
| Olimpia Volgograd          | 2000      | 3                |
| Energetik Ouren            | 1998      | 4                |
| Sibour-Khimik Dzerjinsk    | 1998      | 5                |
| Metallourg Vyksa           | 1999      | 6                |
| Lada-SOK Dimitrovgrad      | 2000      | 7                |
| Diana Voljsk               | 1998      | 8                |
| Elektronika Nijni Novgorod | 2001      | 9                |
| Biokhimik-Mordovia Saransk | 1998      | 10               |
| Iskra Engels               | 1998      | 11               |
| Torpedo Pavlovo            | 1995      | 12               |
| FK Balakovo                | 1998      | 13               |
| Khopior Balachov           | 2000      | 14               |
| Torpedo Voljski            | 1998      | 15               |
| Spartak Iochkar-Ola        | 2000      | 16               |
| Zénith Penza               | 2002      | 1 (D4, Povoljié) |

#### Classement
| Rang | Équipe                     | Pts | J  | G  | N | P  | Bp | Bc | Diff |
| ---- | -------------------------- | --- | -- | -- | - | -- | -- | -- | ---- |
| 1    | Svetotekhnika Saransk      | 76  | 30 | 24 | 4 | 2  | 68 | 19 | +49  |
| 2    | Volga Oulianovsk           | 73  | 30 | 22 | 7 | 1  | 67 | 17 | +50  |
| 3    | Olimpia Volgograd          | 56  | 30 | 16 | 8 | 6  | 64 | 39 | +25  |
| 4    | Energetik Ouren            | 56  | 30 | 16 | 8 | 6  | 44 | 30 | +14  |
| 5    | Biokhimik-Mordovia Saransk | 46  | 30 | 14 | 4 | 12 | 35 | 44 | -9   |
| 6    | Elektronika Nijni Novgorod | 44  | 30 | 12 | 8 | 20 | 40 | 30 | +10  |
| 7    | Torpedo Pavlovo            | 43  | 30 | 13 | 4 | 13 | 41 | 37 | +4   |
| 8    | Lada-SOK Dimitrovgrad      | 43  | 30 | 13 | 4 | 13 | 51 | 40 | +11  |
| 9    | Zénith Penza P             | 42  | 30 | 12 | 6 | 12 | 51 | 45 | +6   |
| 10   | Metallourg Vyksa           | 42  | 30 | 11 | 9 | 10 | 37 | 39 | -2   |
| 11   | Sibour-Khimik Dzerjinsk    | 38  | 30 | 10 | 8 | 12 | 39 | 33 | +6   |
| 12   | Spartak Iochkar-Ola        | 37  | 30 | 12 | 1 | 17 | 35 | 43 | -8   |
| 13   | Iskra Engels               | 28  | 30 | 7  | 7 | 16 | 29 | 47 | -18  |
| 14   | Diana Voljsk               | 26  | 30 | 6  | 8 | 16 | 29 | 64 | -35  |
| 15   | Torpedo Voljski            | 18  | 30 | 5  | 3 | 22 | 29 | 67 | -38  |
| 16   | Khopior Balachov           | 5   | 30 | 0  | 5 | 25 | 12 | 69 | -57  |
| 17   | FK Balakovo                | 0   | 0  | 0  | 0 | 0  | 0  | 0  | 0    |

Promotion en deuxième division
- 1er : promotion

Relégation en quatrième division
- 16e : relégation

- 11e et 14e : rétrogradation

- 17e : abandon

Abréviations
- P : Promu de quatrième division

1. 1 2  Le Sibour-Khimik Dzerjinsk et le Diana Voljsk se retirent de la compétition à l'issue de la saison.
2. ↑  Le FK Balakovo se retire de la compétition à l'issue de la douzième journée. L'intégralité de ses résultats sont annulés.

### Zone Sud

#### Participants
Légende des couleurs
- Promu de quatrième division

| Club                            | D3 depuis | Classement 2001 |
| ------------------------------- | --------- | --------------- |
| Dinamo Stavropol                | 2000      | 2               |
| Avtodor Vladikavkaz             | 1995      | 3               |
| Krasnodar-2000                  | 2001      | 4               |
| Terek Grozny                    | 2001      | 5               |
| Dinamo Makhatchkala             | 1998      | 6               |
| Kavkazkabel Prokhladny          | 1992      | 7               |
| Angoucht Nazran                 | 1996      | 8               |
| Jemtchoujina Sotchi             | 2001      | 9               |
| Soudostroïtel Astrakhan         | 2000      | 10              |
| Droujba Maïkop                  | 1999      | 11              |
| FK Slaviansk                    | 1998      | 12              |
| Spartak Anapa                   | 2001      | 13              |
| Nart Nartkala                   | 1998      | 14              |
| Vitiaz Krymsk                   | 1999      | 15              |
| FK Mozdok                       | 1998      | 16              |
| Spartak-Kavkaztransgaz Izobilny | 2000      | 17              |
| Venets Goulkevitchi             | 1997      | 18              |
| Chakhtior Chakhty               | 1998      | 19              |
| Nemkom Krasnodar                | 2002      | 1 (D4, Caucase) |
| Nart Tcherkessk                 | 2002      | 1 (D4, Sud)     |
| Jemtchoujina Boudionnovsk       | 2002      | 2 (D4, Sud)     |

#### Classement
| Rang | Équipe                          | Pts | J  | G  | N  | P  | Bp | Bc | Diff |
| ---- | ------------------------------- | --- | -- | -- | -- | -- | -- | -- | ---- |
| 1    | Terek Grozny                    | 106 | 40 | 36 | 1  | 3  | 98 | 20 | +78  |
| 2    | Dinamo Makhatchkala             | 88  | 40 | 28 | 4  | 8  | 91 | 37 | +54  |
| 3    | Dinamo Stavropol                | 88  | 40 | 28 | 4  | 8  | 78 | 29 | +49  |
| 4    | Avtodor Vladikavkaz             | 87  | 40 | 27 | 6  | 7  | 68 | 27 | +41  |
| 5    | Krasnodar-2000                  | 76  | 40 | 23 | 7  | 10 | 73 | 34 | +39  |
| 6    | Spartak Anapa                   | 70  | 40 | 22 | 4  | 14 | 54 | 37 | +17  |
| 7    | Angoucht Nazran                 | 68  | 40 | 19 | 11 | 10 | 46 | 30 | +16  |
| 8    | Droujba Maïkop                  | 66  | 40 | 21 | 3  | 16 | 63 | 47 | +16  |
| 9    | FK Slaviansk                    | 60  | 40 | 17 | 9  | 14 | 68 | 58 | +10  |
| 10   | Kavkazkabel Prokhladny          | 59  | 40 | 18 | 5  | 17 | 50 | 57 | -7   |
| 11   | Jemtchoujina Sotchi             | 54  | 40 | 16 | 6  | 18 | 60 | 51 | +9   |
| 12   | Vitiaz Krymsk                   | 52  | 40 | 14 | 10 | 16 | 47 | 49 | -2   |
| 13   | Spartak-Kavkaztransgaz Izobilny | 43  | 40 | 13 | 4  | 23 | 40 | 72 | -32  |
| 14   | Soudostroïtel Astrakhan         | 42  | 40 | 12 | 6  | 22 | 27 | 61 | -34  |
| 15   | Jemtchoujina Boudionnovsk P     | 42  | 40 | 11 | 9  | 20 | 42 | 56 | -14  |
| 16   | Chakhtior Chakhty               | 40  | 40 | 11 | 7  | 22 | 41 | 75 | -34  |
| 17   | Nart Tcherkessk P               | 39  | 40 | 11 | 6  | 23 | 42 | 71 | -29  |
| 18   | Nemkom Krasnodar P              | 39  | 40 | 9  | 12 | 19 | 38 | 62 | -24  |
| 19   | Nart Nartkala                   | 37  | 40 | 11 | 4  | 25 | 36 | 59 | -23  |
| 20   | FK Mozdok                       | 27  | 40 | 8  | 3  | 29 | 29 | 96 | -67  |
| 21   | Venets Goulkevitchi             | 11  | 40 | 2  | 5  | 33 | 32 | 95 | -63  |

Promotion en deuxième division
- 1er : promotion

Relégation en quatrième division
- 18e à 21e : relégation

Abréviations
- P : Promu de quatrième division